# Mukurob
Der Mukurob (in Nama Mûgorob für „Finger Gottes“) war eine Felsformation unweit der Nationalstraße B1 bei Asab im Süden Namibias, deren Einsturz am 8. Dezember 1988 bekannt wurde. Geologischen Forschungen nach ist der Felsen am 7. Dezember 1988 umgestürzt. Der Felsen wird auf ein Alter von 50.000 Jahren geschätzt.
Gemäß einer Legende, die aber möglicherweise erst nach der Unabhängigkeit Namibias entstanden ist, sollte, sobald der Mukurob einstürzt, Gott die Herrschaft des weißen Mannes über Südwestafrika enden lassen.
Der Mukurob stand auf einem Sockel mit weicherem, weniger beständigem Gestein, welches schneller verwitterte als der obere Teil des Felsens. Dies erklärt sowohl seine Entstehung als auch seinen Einsturz. Der Einsturz musste zwangsläufig irgendwann einmal erfolgen, weil sich der Sockel durch Witterungseinflüsse immer weiter verkleinerte, bis er die Auflast des etwa 450 Tonnen schweren „Fingers“ nicht mehr tragen konnte. Möglicherweise spielte beim Einsturz auch ein Erdbeben der Stärke 6,9 im Westen Armeniens eine Rolle.
Die Erstbesteigung des Mukurob fand 1973 durch Rodney Lichtman und Patrick Evans statt.

## Galerie

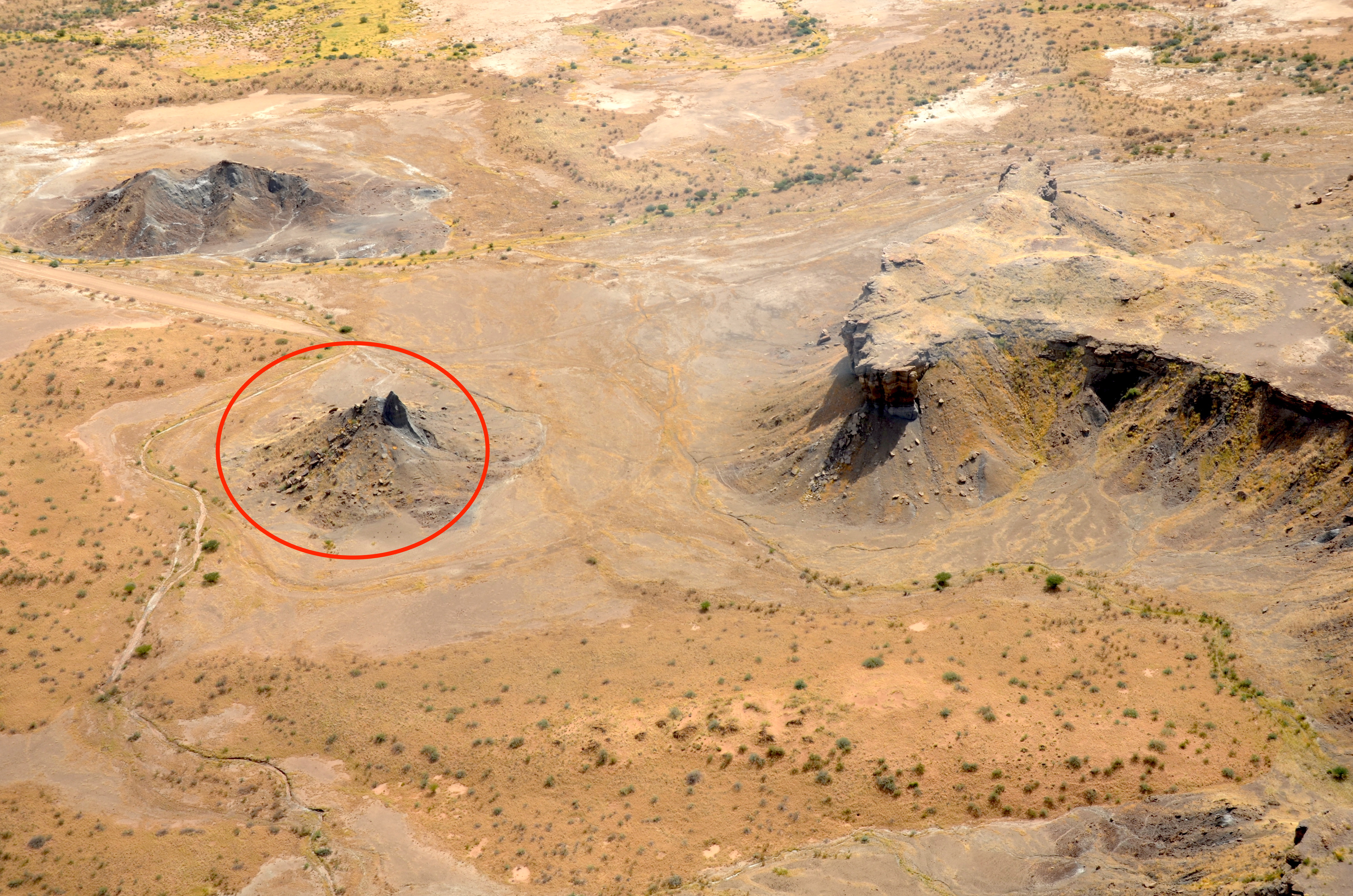
Vogelperspektive des Mukurob nach dem Einsturz
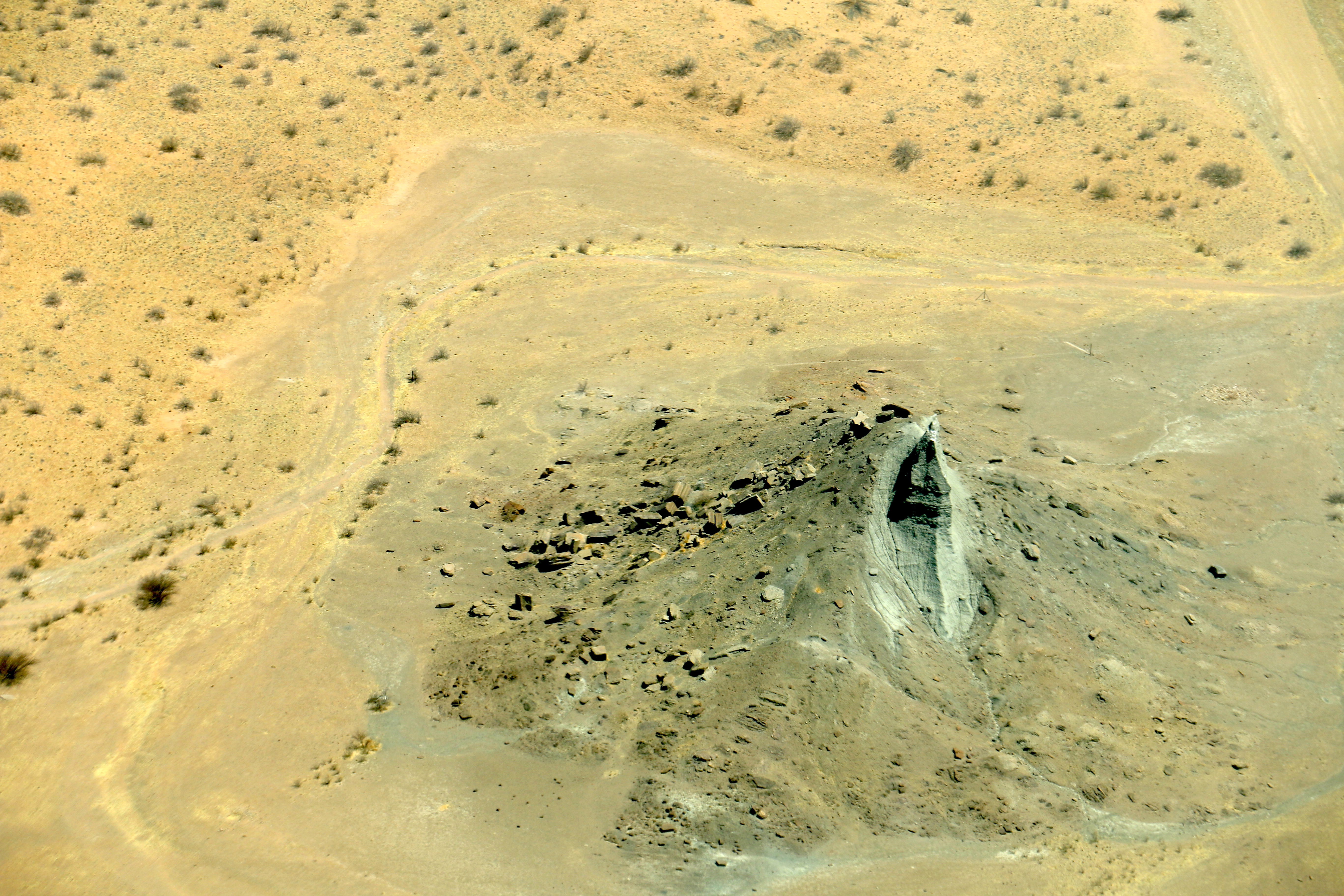
Gestürzter Mukurob
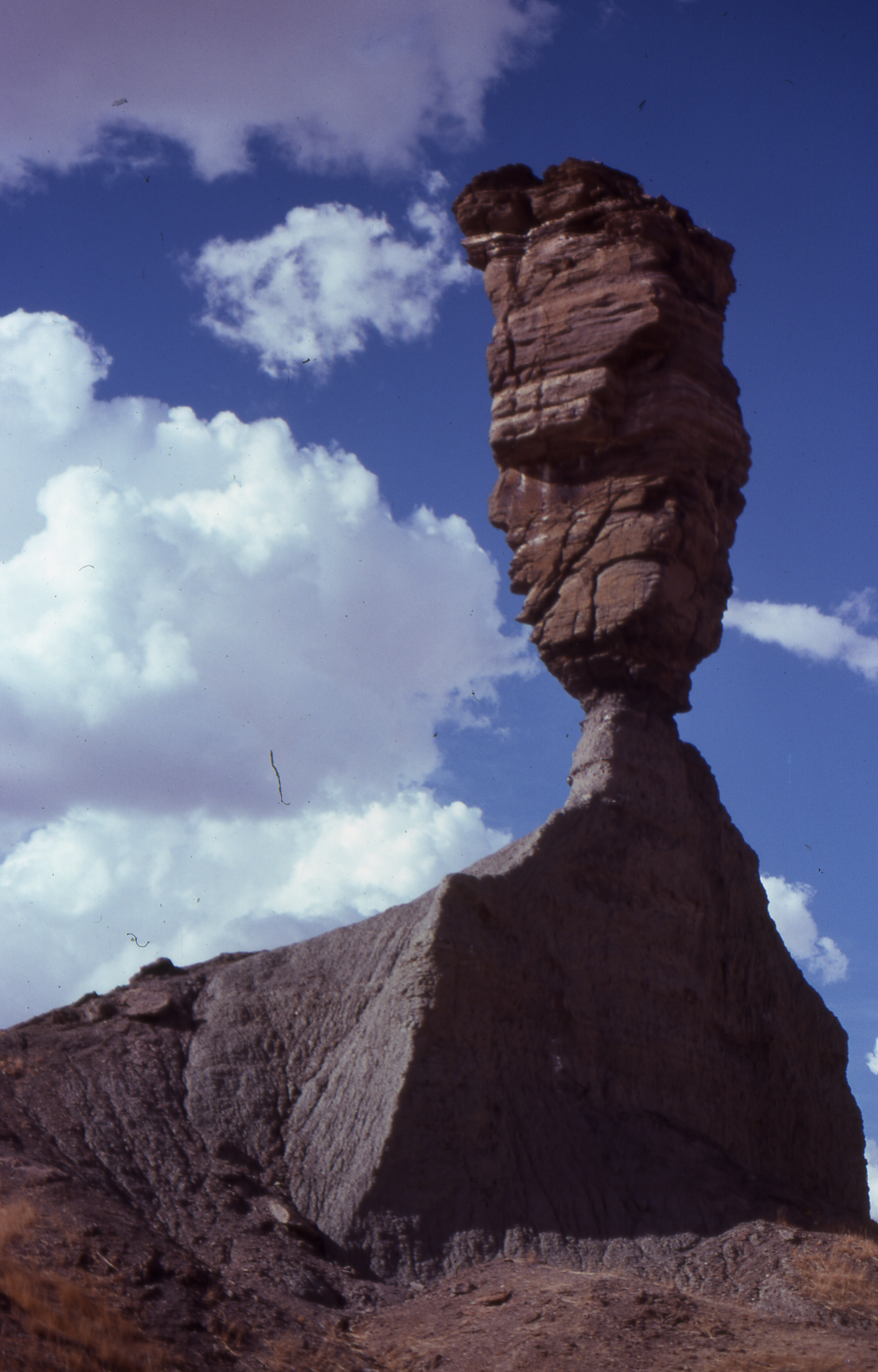
Mukurob (1976)